# Mizuki Ōtsuka
Mizuki Ōtsuka (大塚 海月 Ōtsuka Mizuki, Prefectura de Fukuoka, 21 de marzo de 1960) es una seiyū japonesa nacida bajo el nombre Mizue Ōtsuka (大塚 瑞恵  Ōtsuka Mizue). Ha participado en series como Tenchi Muyō!, Trigun y Soredemo Sekai wa Utsukushii, entre otras. Está afiliada a 81 Produce.

## Roles interpretados

### Series de Anime
- Atashi'n chi como Nasuo Arai (como Mizue Ōtsuka)
- El Universo de Tenchi como Nagi (como Mizue Ōtsuka)
- Los cielos azules de Romeo como Juliano (como Mizue Ōtsuka)
- Magical Project S como Heita "Peter" Hirata (como Mizue Ōtsuka)
- Shin-chan como Shinobu Kandadori
- Soredemo Sekai wa Utsukushii como Sunya (como Mizue Ōtsuka)
- Tenchi en Tokyo como Sadako Ikarinu (como Mizue Ōtsuka)
- Trigun como Tania (como Mizue Ōtsuka)

### OVAs
- Shōnan Bakusōzoku como Ōkubo (como Mizue Ōtsuka)
- Yugen Kaisha como la Sra. Sano (como Mizue Ōtsuka)

### Películas
- Shin Chan Spa Wars: La guerra de los balnearios como Kouda Tori

### Videojuegos
- Refrain Love 2 como Mary Kensit
- Tenchi Muyo! Game-Hen como Shitsuki

### Doblaje
- Buffy the Vampire Slayer como Darla